# Camillus Archibong Etokudoh
Camillus Archibong Etokudoh (* 1949 in Ikot Uko Etor, Nigeria) ist ein nigerianischer römisch-katholischer Geistlicher und emeritierter Bischof von Port Harcourt.

## Leben
Camillus Archibong Etokudoh empfing am 2. Juli 1978 das Sakrament der Priesterweihe für das Bistum Ikot Ekpene.
Am 18. Januar 1988 ernannte ihn Papst Johannes Paul II. zum Titularbischof von Capra und bestellte ihn zum Weihbischof in Ikot Ekpene. Der Bischof von Ikot Ekpene, Dominic Ignatius Kardinal Ekandem, spendete ihm am 14. Mai desselben Jahres die Bischofsweihe; Mitkonsekratoren waren der Erzbischof von Lagos, Anthony Olubunmi Okogie, und der Apostolische Administrator von Warri und Port Harcourt, Edmund Joseph Fitzgibbon SPS. Am 1. September 1989 ernannte ihn Johannes Paul II. zum Bischof von Ikot Ekpene. Papst Benedikt XVI. bestellte ihn am 4. Mai 2009 zum Bischof von Port Harcourt.
Am 9. April 2025 nahm Papst Franziskus das altersbedingte Rücktrittsgesuch von Camillus Archibong Etokudoh an.